# Pentacomia
Pentacomia es un género de coleópteros adéfagos de la familia Carabidae.

## Especies
Contiene las siguientes especies:
- Pentacomia biguttata (Dejean, 1825)
- Pentacomia brasiliensis (Dejean, 1825)
- Pentacomia brevipennis (W. Horn, 1907)
- Pentacomia brzoskai Wiesner, 1999
- Pentacomia championi Bates, 1881
- Pentacomia chrysamma Bates, 1872
- Pentacomia conformis (Dejean, 1831)
- Pentacomia cribrata (Brulle, 1837)
- Pentacomia cupricollis (Kollar, 1836)
- Pentacomia cupriventris (Reiche, 1842)
- Pentacomia cyaneomarginata (W. Horn, 1900)
- Pentacomia degandei (Tatum, 1851)
- Pentacomia discrepans (W. Horn, 1893)
- Pentacomia distigma (Dejean, 1825)
- Pentacomia distincta (Dejean, 1831)
- Pentacomia drechseli Sawada & Wiesner, 1997
- Pentacomia egregia (Chaudoir, 1835)
- Pentacomia horni Schilder, 1953
- Pentacomia lacordairei (Gory, 1833)
- Pentacomia lanei (W. Horn, 1924)
- Pentacomia leptalis (Bates, 1881)
- Pentacomia nigrimarginata Huber, 1999
- Pentacomia pearsoni Wiesner, 1999
- Pentacomia pentacomioides (W. Horn, 1900)
- Pentacomia prepusula (W. Horn, 1907)
- Pentacomia procera (Chaudoir, 1860)
- Pentacomia pseudochrysis (W. Horn, 1929)
- Pentacomia punctum (Klug, 1834)
- Pentacomia reductesignata W. Horn, 1905
- Pentacomia rhytidopteroides (W. Horn, 1906)
- Pentacomia rietscheli Wiesner, 2007
- Pentacomia rugipennis (Kollar, 1836)
- Pentacomia sericina (Klug, 1834)
- Pentacomia smaragdula (Dejean, 1825)
- Pentacomia speculifera (Brulle, 1837)
- Pentacomia vallicola Huber, 1999
- Pentacomia ventralis (Dejean, 1825)